# الكساد سنة 1920-1921

## من ويكيبيديا، الموسوعة الحرة
```
الكساد التي شهدته فترة 1920-1921 كان ركودا انكماشيا حادا في الولايات المتحدة الأمريكية والمملكة المتحدة والبلدان الأخرى، حيث بدأ بعد 14 شهرا من نهاية 
الحرب العالمية الأولى
. استمرت من يناير 1920 إلى يوليو 1921. كان حجم الانكماش ليس فقط كبير، ولكن كبير بنسبة إلى انخفاض مصاحب في الناتج الحقيقي.
```

استمر الركود لعامين بعد الحرب العالمية الأولى مباشر اتبعه نهاية الحرب، مما أدى إلى تعقد استيعاب ملايين من المحاربين القدامى في الاقتصاد. بدأ الاقتصاد في النمو، لكنه لم يكتمل بعد جميع التعديلات في التحويل من زمن الحرب إلى الاقتصاد زمن السلم. حددت العوامل على أنها تساهم في الانكماش يتضمن عودة القوات، التي نشا زيادة القوة العاملة المدنية ومشاكل في استيعاب المحاربين القدامى؛ انخفاض في الصراع النقابي؛ تغييرات في السياسة المالية والنقدية والتغيرات في توقعات السعر.
جلبت العشرينات بعد نهاية الكساد الصاخبة فترة ازدهار اقتصادي بين أغسطس 1921و أغسطس 1929. قبل شهر واحد من انهيار سوق الأسهم الذي اثار بداية الكساد الكبير.

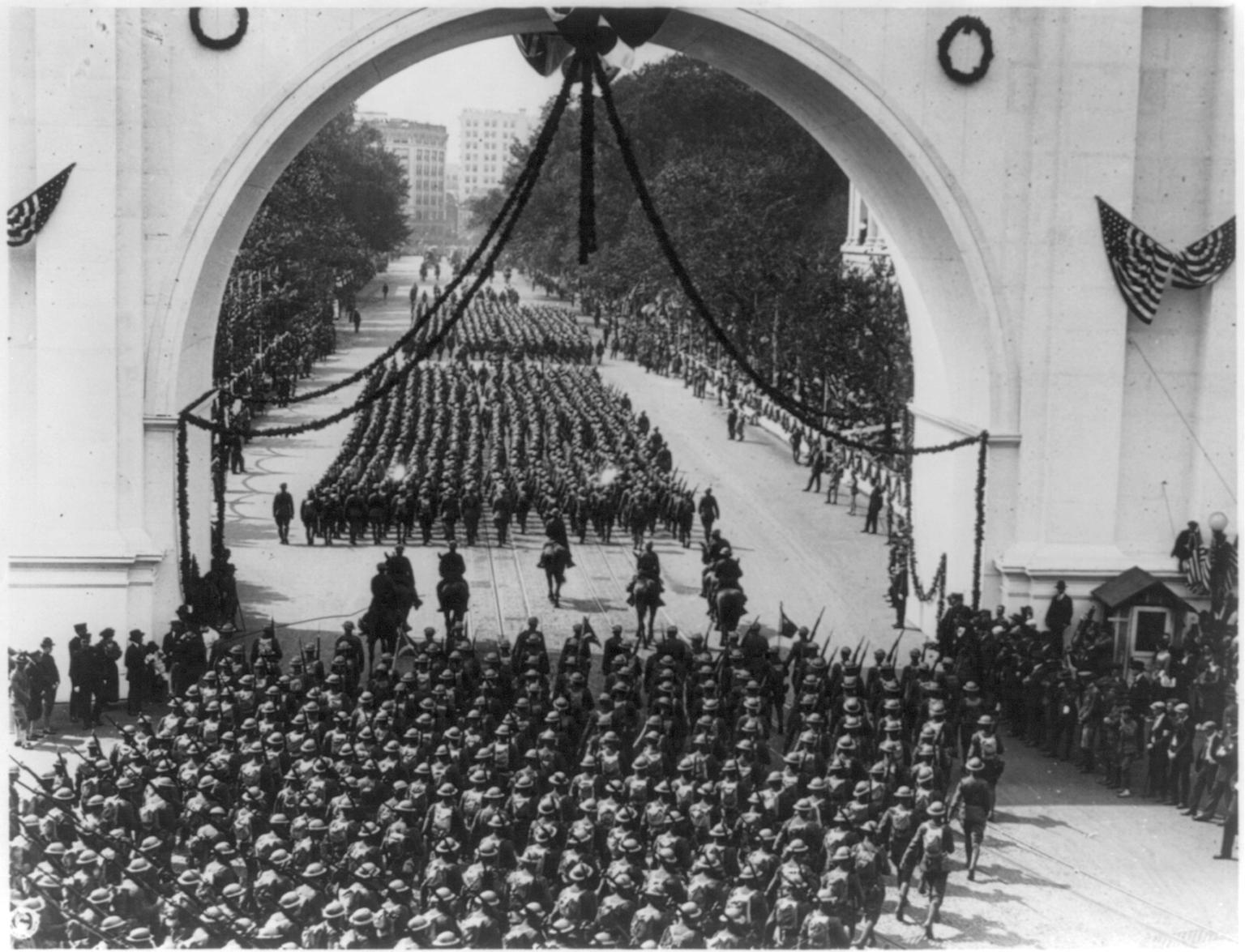
عام 1919موكب في عاصمة واشنطن. للجنود العائدين إلى ديارهم بعد الحرب العالمية الأولى. ساهمت الثورة المرتبطة بالتحول من زمن الحرب إلى اقتصاد زمن السلم إلى الكساد في عام 1920و1921
| 1- نبذة عامة                    |
| ------------------------------- |
| 2- الأسباب                      |
| 2.1 نهاية الحرب العالمية الأولى |
| 2.2 جائحة الإنفلونزا 1918-1920  |
| 2,3 النقابات العالمية           |
| 2.4 السياسة النقدية             |
| 2.5التوقعات الانكماشية          |
| 4- التفسيرات                    |
| 5- المملكة المتحدة              |
| 6- انظر أيضا                    |
| 7- المراجع                      |
| 8- المزيد للقراءة               |
| 9- الروابط الخارجية             |

البيانات الاقتصادية للكساد عام 1920-1921
| التقدير                  | الإنتاج | الأسعار | النسبة |
| ------------------------ | ------- | ------- | ------ |
| 1920-1921(التجارة)       | -6,9%   | -18%    | 2.6    |
| 1920-1921(بالكي وجوردون) | -3.5%   | -13%    | 3.7    |
| 1920-1921(رومر)          | -2.4%   | -14.5%  | 6.3    |
| 1929-1930                | -8,6%   | -2.5%   | 0.3    |
| 1930-1931                | -6.5%   | -8.8%   | 1.4    |
| 1931-1932                | -13.1%  | -10.3%  | 0.8    |

استمر الركود من يناير 1920 إلى يوليو 1921، أو 18 شهرا ووفقا إلى مكتب القومي للأبحاث الاقتصادية. كان هذا أطول من معظم فترات الركود ما بعد الحرب العالمية الأولى، لكن كان أقصر من الركود عام 1910-1912و 1913-1914(24-23 شهرا على التوالي). كان أقصر بكثير من الكساد الكبير (132شهرا) تختلف التقديرات للانخفاض في الناتج القومي الإجمالي أيضا. تقدر وزاره التجارة للولايات المتحدة ان انخفاض الناتج القومي الإجمالي بنسبة 6.9 % ويقدران ناثان بالكي وروبرت جوردون انخفاض بنسبة 3.5 % وتقدر كريستينا رومر انخفاضا بنسبة 2.4%. لا يوجد توضيح رسمي من الكساد الاقتصادي، لكن هناك قاعدتين غير رسميتي هما انخفاض 10% في الناتج المجلي الإجمالي أو ان يدوم الركود لأكثر من 3 سنوات ويزداد معدل البطالة بنسبة اعلى من 10%.
```
كان يتميز الركود لعام 1920-1921 بالانكماش الشديد، أكبر انخفاض بالنسبة المئوية لسنه واحده في حوالي 140سنه من البيانات. تقدر وزاره التجارة الانكماش بالنسبة 18%ويقدر بالكي وجوردون الانكماش بالنسبة 13% ويقدر رومر الانكماش بالنسبة 14.8%. انخفاض أسعار الجملة بنسبة 36.8%. معظم الهبوط الشديد منذ الحرب الثورية الأمريكية. وهذا أسوأ من أي سنه خلال الكساد الكبير (على الرغم من إضافة جميع السنوات من الكساد الكبير معا تنتج انكماشا أكثر تراكميا) كان الانكماش لعام 1920 -1921 حاد في القيمة المطلقة، وأيضا بشكل غير معتاد نظرا للانخفاض البسيط نسبيا في الناتج المحلي الإجمالي.
```

معدلات البطالة
| السنة | ليبرغوت | رومر |
| ----- | ------- | ---- |
| 1919  | 1,4%    | 3.0% |
| 1920  | 5,2%    | 5.2% |
| 1921  | 11.7%   | 8.7% |
| 1922  | 6.7%    | 6.9% |
| 1923  | 2.4%    | 4,8% |

ارتفعت البطالة بشكل كبير خلال الركود. يقدر رومر الارتفاع إلى 8.7% من 5.2% والتقدير القديم من ستانلي ليبرجوت يقول ارتفعت البطالة من 5.2% إلى 11.7% اتفق كلاهما ان البطالة في انخفاض سريع بعد الركود، عادت بحلول عام 1923 إلى مستوى ثابت يتماشى مع التوظيف الكامل. خلال الركود، كان هناك انخفاض حاد شديد في الإنتاج الصناعي. من مايو 1920 إلى يوليو 1921، انخفض إنتاج السيارات بنسبة 60% والإنتاج الصناعي الإجمالي بنسبة 30%. في نهاية الركود انتعش الركود بسرعه. عاد الإنتاج الصناعي لأعلى مستوياته بحلول أكتوبر 1922. اظهر مؤشر AT ,T انتاجيه الصناعة الانخفاض 29. 4% يتبعه ازدياد 60.1% بهذا المقياس، لدى الركود لعام 1920 – 1921 انخفاض حاد شديد. والانتعاش القوي لأي ركود بين 1899 والكساد الكبير.
واستخدام مؤشرات متنوعة، وجد فيكتور زارنويتر أن الركود عام 1920-1921 كان لديه أكبر هبوط في نشاط الأعمال التجارية لاي ركود بين عام 1873 والكساد الكبير. (بهذا المقياس، يجد زارنويتز كون الركود أكبر قليلا من الركود في عام 1873-1879، الركود في عام 1882-1885، الركود في عام 1893- 1894، والركود في عام 1907-1908).

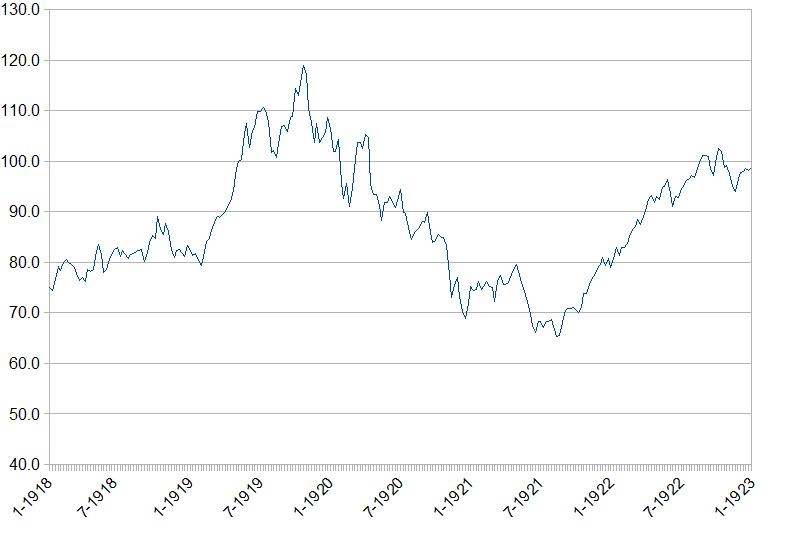
مؤشر داو جونز الصناعي من يناير 1918 إلى يناير 1923.وصل المؤشر إلى أعلى مستوياته عند 119.6 في3 نوفمبر 1919 ووصل إلى أدنى مستوياته عند 63.9 في 24 أغسطس 1921 وانخفاض بنسبة 47%.
انخفضت الأسهم بشكل كبير خلال الركود. وصل مؤشر داو جونز الصناعي لأعلى مستوياته عند 119.6 في 3 نوفمبر 1919، قبل شهرين من بداية الركود. ووصل السوق إلى أدنى مستوياته في 24 أغسطس 1921 عند 63.9، وانخفاض بنسبة 47% (بالمقارنة، انخفض مؤشر داو بنسبة 44% خلال الهلع في عام 1907، ونسبة 89% خلال الكساد الكبير).
كان المناخ سي للغاية للأعمال التجارية من عام 1919 إلى عام 1922 تضاعف معدل فشل الأعمال التجارية ارتفعت من 37 فشلا إلى 120 فشلا لكل من 10,000 للأعمال التجارية. شهدت الأعمال التجارية التي تجنبت الإفلاس 75% من انخفاض في الأرباح.

## الأسباب
العوامل التي أشار اليها الاقتصاديون من المحتمل ان تتسبب بالانكماش أو تساهم فيه يتضمن عودة القوات من الحرب، الذي نشا عنه صعود في القوى العاملة المدنية والمزيد من البطالة وركود الاجور، انخفاض في أسعار السلع الزراعية بسبب الانتعاش ما بعد الحرب من الإنتاج الزراعي الأوروبي الذي يزيد الإمدادات، تشدد السياسة النقدية لمكافحة التضخم ما بعد الحرب لعام 1919و توقعات في للانكماش في المستقبل التي تودي إلى انخفاض في الاستثمار.

## نهاية الحرب العالمية الأولى
كان التأقلم من زمن الحرب إلى زمن السلم صدمة قوية لاقتصاد للولايات المتحدة. ركزت المصانع على الإنتاج في زمن الحرب إما على الاغلاق أو إعادة تنظيم انتاجها. حدوث ركود قصير الأجل في الولايات المتحدة بعد يوم الهدنة كان يتبعه طفرة النمو. مع ذلك، حدث الركود في عام 1920، متأثرا بالتعديلات يتبعه نهاية الحرب خصوصا تسريح الجنود. واحد من أكبر التعديلات كان عودة الجنود إلى القوى العاملة المدنية. في عام 1918، استخدمت القوى المسلحة 2.9 مليون شخص انخفضت إلى 1.5 مليون في عام 1919و 380.000 لعام 1920. كانت الاثار على سوق العمل واضحة جدا في عام 1920، عندما ازدادت القوى العاملة المدنية ل 1,6مليون شخص أو 4.1، في السنة الواحدة. (على الرغم من انه أصغر من الاعداد في التسريح ما بعد الحرب العالمية الثانية في عام 1946و1947، الا ان أكبر زيادة موثوقة للقوى العاملة لسنه واحده). في أوائل عام 1920، تغيرت كلا من الأسعار والأجور بسرعه كبيره أكثر من اليوم. قد كانوا أرباب العمل أسرع لعرض الحد من الأجور القوات العائدة، الآن خفض التكاليف انتاجها واخفض أسعارها.

## جائحة انفلونزا لعام 1918-1920
بدأت جائحة انفلونزا الاسباني في الولايات المتحدة في ربيع 1918 وعادت في موجات إلى عام 1920، ونتيجة لذلك قتل حوالي 675.000 أمريكي بسبب جزء كبير من الوفيات كانوا من بين البالغين في سن العمل، بشكل خاص كانت النتيجة اضطراب الاقتصاد شديد. يقترح محللون آقتصاديون روبرت بارو وخوسيه اورسوا العمل الذي كان الإنفلونزا مسؤول عن انخفاض في الناتج المحلي الإجمالي بنسبة 6 إلى 8 بالمئة في جميع انحاء العالم بين 1919 و1921.

## النقابات العمالية
خلال الحرب العالمية الأولى، زادت لدى النقابات العمالية من نفوذها- لدى الحكومة حاجة كبيرة إلى السلع والخدمات والكثير من الشباب في الجيش. كان هناك سوق العمل المحكم بعد الحرب إلا ان كان هناك فترة من الاضطراب لنقابات العمالية، كما فقدوا القدرة على التفاوض في عام 1919، 4 ملايين عامل بالأضراب في وقت ما، أكثر بكثير من 1.2 مليون في السنوات السابقة. تتضمن الإضرابات الرئيسية اضراب عمال الحديد والصلب في سبتمبر في عام 1919 واضراب عمال الفحم البيتونين في نوفمبر 1919، واضرا ب السكة الحديدية الرئيسية في عام 1920. ووفقا للخبير الاقتصادي فيرنون جوردن (بحلول الربيع لعام 1920 مع الارتفاع في معدلات البطالة توقف العمل عن موقفه العدواني وعودة سلام العمل).

## السياسة النقدية
اعتبر ميلتون فريدمان وانا شواتز في التاريخ النقدي في الولايات المتحدة أن الأخطاء في السياسة الاحتياطي الفيدرالي كعامل رئيسي في الازمة. في استجابة للتضخم ما بعد الحرب العالمية الأولى بدا البنك الاحتياطي الفيدرالي للولايات المتحدة في نيويورك بارتفاع أسعار الفائدة بشكل حاد. في ديسمبر 1919 كان ارتفع المعدل من 4.75 إلى 5%. وبعد شهر واحد كان الارتفاع 6% وكان الارتفاع في يونيو 1920 بنسبة 7%. (اعلى أسعار الفائدة لاي فترة باستثناء 1970 واوائل 1980.

## التوقعات الانكماشية
بموجب معيار قياسي، سيتتبع فترة تضخم كبيرة من الائتمان المصرفي والمطالبات الورقية بموجه من عمليات الاسترداد يتحرك المودعون والمضاربون لتأمين أصولهم. سيؤدي ذلك إلى فتره انكماشيه حيث تقلص الائتمان المصرفي والمطالبات وانكمش الامداد المالي بما يتماشى مع احتياطات الذهب. لم يغير ادخال نظام الاحتياطي الفيدرالي في عام 1913 واضح هذا الارتباط بالذهب. كان الاقتصاد متضخم بشكل عام منذ عام 1896 ومن عام 1914 إلى عام 1920زادت الأسعار بسرعه وبالتالي توقع الأشخاص والشركات ان الأسعار ستنخفض.

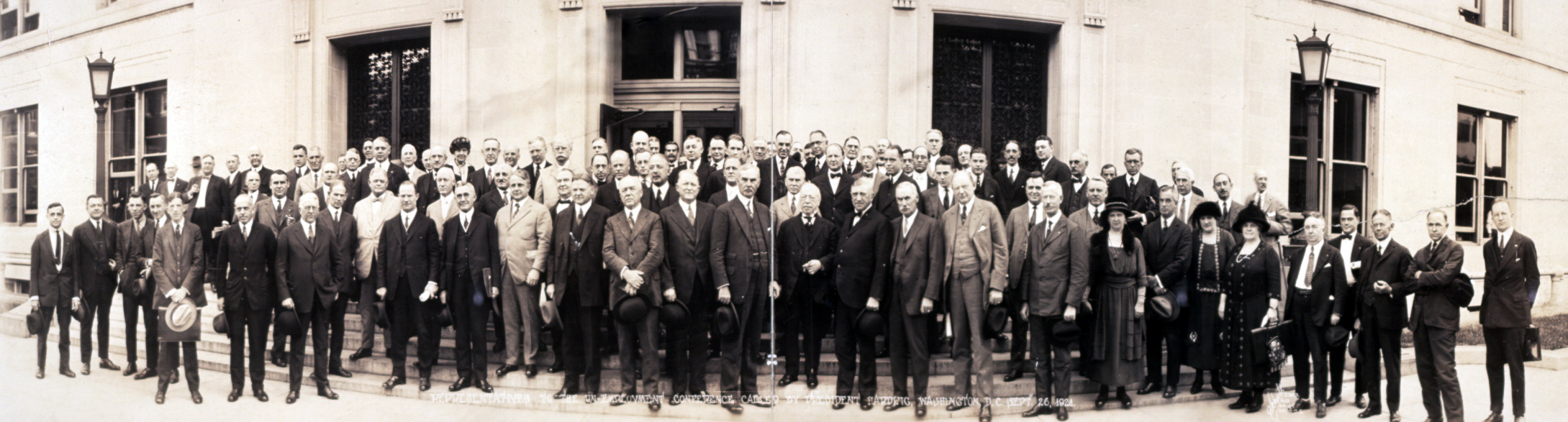
ممثلون حضروا مؤتمر في عام 1921 للبطالة الذي عقد في العاصمة واشنطن.

## رد الحكومة
انتقدت استجابة الرئيس ووردر ويلسون البطيئة للكساد من أعضاء الحزب الجمهوري مما أخرجهم من البيت الأبيض تحت راية وارن هاردنغ. حالما تولى منصب، عقد هاردنغ مؤتمر رئاسي للبطالة بتحريض من وزير التجارة هوبرت هوفي في ذلك الوقت ونتيجة إلى ارتفاع معدلات البطالة خلال الركود. استدعوا حوالي 300 من الأعضاء البارزين في الصناعة، الصرفي والعمل معا في سبتمبر 1921 لمناقشة قضية البطالة. نظم هوفر مؤتمر اقتصادي ولجنه للبطالة. أنشات اللجنة فرع في كل دولة لديها بطالة كبيره، مع فروع ثانوية في المجتمعات المحلية والتزام رئيس البلدية للطوارئ في 31 ازمة. ساهمت اللجنة في التخفيف العاطلين ونظمت أيضا تعاون ما بين الحكومات المحلية والفيدرالية. وقع الرئيس هاردنغ تعريفه الطوارئ لعام 1921 وتعريفه فوردي مكومبر. دفع وزير الخزانة أندرو ميلون بنجاح أسعار الضريبة الدخل المنخفضة للمساعدة عمليه الانتعاش.

## التفسيرات
في عام1989ووفقا إلى تحليل ميلتون فريدمان وآنا شوارتز، الركود في عام 1920-1921 كان نتيجة للسياسة النقدية الانكماشية غير ضرورية من البنك الاحتياطي الفيدرالي.
اتفق بول كروغمان ان أسعار الفائدة المرتفعة بسبب جهود البنك الاحتياطي الفيدرالي لمكافحة التضخم سببت مشكلة. لم يتسبب هذا في انكماش في اجمالي الطلب ولكن فياجمالي العرض. وبمجرد خفف البنك الاحتياطي الفيدرالي لسياسته المالية. وانتعش الاقتصاد بسرعه كبيره. بالإضافة إلى اقتراحات آلان إتش ميلتزر التي منذ أن كانت الولايات المتحدة تتبع المعيار القياسي، ان رحله الذهب من أوروبا التي تعاني من التضخم المفرط إلى الولايات المتحدة ارتفاع المخزون الاسمي ذا مستوى رفيع اساسه المال. انتهى هذا الانكماش وساهم في انتعاش الاقتصاد.
يناقش جيمس غرانت في كتابه "الكساد المنسي" في عام 2014، وفي عام 1921، لماذا كان الكساد الذي وقع في عام 1920 – 1921 قصير نسبياً مقارنةً بالركود الاقتصادي في القرن 21 واتبعه الانكماش الاقتصادي الذي بدأ في عام 2007." النقطة الرئيسية في الانكماش الذي وقع منذ زمن بعيد في عام 1920- 1921 هو كان نوع من العرض الأخير لكيفية عمل الية للأسعار وأخر انكماش دورة الأعمال التجارية دون تدخل حكومي، المعنى أنه لم تحاول الحكومة التعامل مع التدخل المالي بما يتماشى مع أسعار الفائدة القليلة جدا.
مازال البنك الاحتياطي الفيدرالي قليل الخبرة في الواقع وهو كما تأسس في عام 1914، في الواقع ارتفاع أسعار الفائدة في مواجهة الانكماش الشديد جدا.
يجادل النصير توماس وودس أحد أفراد المدرسة النمساوية سياسات الاقتصادية عدم التدخل لرئيس هاردنغ خلال الركود في عام1920-1921، إلى جانب السياسة العدوانية منسقة لتقليص الحكومة بسرعه. كان لديها تأثير مباشر سريع وواسع الانتشار الانتعاش على القطاع الخاص. جادل وودس أنه كانت هناك اختلالات كبيره في الاسواق الخاصة بسبب التأثير الاقتصادي الحكومي المتعلقة إلى المتطلبات الحرب العالمية الأولى، مساواة التصحيح الكبير للاختلالات بحاجه إلى حدوث بسرعه قدر الإمكان لإعادة تنظيم الاستثمار والاستهلاك مع البيئة الاقتصادية من زمن السلم الجديد.
في مقالة في عام 2011، مؤيد الاقتصاد الكينزي دانيال كوهن جعل وودس الأسئلة في العديد حول الركود عام 1920-1921. لاحظ كوهن التالي:
•	كان أكبر تقليص من الحكومة يعزى إلى إدارة ويلسون، وقد حدث تماما قبل مدة طويلة من الركود في عام 1920-1921.
•	زادت اداره هاردنغ بالعائدات في عام 1921 من خلال توسيع القاعدة الضريبة إلى حد كبير في نفس الوقت الذي خفضت فيه المعدلات.
•	يقلل وودس من لعبة الحوافز النقدية في انتعاش الاقتصاد الكاسد، منذ ركود عام 1920-1921 لم يتميز بالعجز في الطلب الكلي، ولا مبرر للحوافز المالية.

## المملكة المتحدة
تتمتع بريطانيا في البداية بالازدهار الاقتصادي بين عام 1919-1920، حيث استثمر الراس مالي الخاص مكبوت على مدار 4 سنوات من الحرب في الاقتصاد. غمرت صناعة بناء السفن بأوامر لاستبدال الشحن المفقود (تدمر 7.9 مليون طن في قيمة مخزون الشحن التجاري خلال الحرب).
مع ذلك، بحلول عام 1920 الانتفال البريطاني من زمن الحرب إلى اقتصاد زمن السلم وضرب الركود الشديد الاقتصاد بين عام 1920-1922. يقدر جيمس ميتشل وسولوموس سولومو ومارتن ويل أن الناتج المحلي الإجمالي انخفض بشكل حاد بنسبة 22% بين أغسطس 1920 ومايو 1921. يقدر ان الناتج لم يتجاوز مستوى 1920 حتى ربيع في عام 1924. ومع الاقتصادات الأساسية الأخرى أيضا غارقة في الركود، اقتصاد بريطانيا المعتمد على التصدير كان بشكل خاص متضرر بشدة. وصلت البطالة بنسبة 7% مع الصادرات الشاملة في نصف مستوياتها قبل الحرب فقط.

## المزيد للقراءة
•	بوردو، ومايكل د. وجون لاندون لين. «الخروج من حالات الركود: التجربة الأمريكية 1920-2007». رقم W15731. المكتب الوطني للبحوث الاقتصادية، 2010. https://www.nber.org/papers/w15731.pdf
•	https://en.wikipedia.org/wiki/Milton_Friedman : https://en.wikipedia.org/wiki/Anna_Schwartz
(1993) [1963]. https://en.wikipedia.org/wiki/A_Monetary_History_of_the_United_States . شيكاغو https://en.wikipedia.org/wiki/University_of_Chicago_Press ص 231-239. https://en.wikipedia.org/wiki/ISBN_(identifier) https://en.wikipedia.org/wiki/Special:BookSources/978-0691003542
•	لياب، دانيال، محرر موسوعة الركود والكساد الأميركية (2 VOL ABC-CLIO، 2014).
•	https://en.wikipedia.org/wiki/Allan_H._Meltzer (2003). تاريخ الاحتياطي الفيدرالي – المجلد 1: 1913–1951. شيكاغو: https://en.wikipedia.org/wiki/University_of_Chicago_Press ص 109-131. https://en.wikipedia.org/wiki/ISBN_(identifier) https://en.wikipedia.org/wiki/Special:BookSources/978-0226520001 .
•	نيلسون، دانيال. «الفن الذي تم تقديره حديثًا: تطوير عمل الموظفين في ليدز ونورثوب، 1915-1923». مراجعة تاريخ الأعمال 44.4 (1970): 520–535.
•	نيومان، باتريك. «كساد 1920-1921: ازدهار ناتج عن الائتمان وانتعاش المعتمد على السوق؟» استعراض الاقتصاد النمساوي 29.4 (2016): 387-414.
•	تلمان، وإيليس، ويوجين ن. وايت. «عندمنا السياسة النقدية لا تكون بحجم واحد مناسب للجميع: بنوك الاحتياطي الفيدرالي والركود في 1920-1921». ورشة عمل حول التاريخ النقدي والمالي بنك الاحتياطي الفيدرالي في أتلانتا وجامعة إيموري (2017) https://www.frbatlanta.org/-/media/documents/news/conferences/2017/0515-workshop-on-monetary-and-financial-history/presentations/tallman-white.pdf
•	ويكر، إلموس (1966). «إعادة النظر في سياسة الاحتياطي الفيدرالي خلال الكساد 1920-1921». مجلة التاريخ الاقتصادي. 26 (2): 223–238. https://en.wikipedia.org/wiki/Doi_(identifier): https://doi.org/10.1017%2Fs0022050700068674 . https://en.wikipedia.org/wiki/JSTOR_(identifier) https://www.jstor.org/stable/2116229 .
•	لجنة مؤتمر الرئيس المعني بالبطالة (1923). https://www.nber.org/books/comm23-1 . https://en.wikipedia.org/wiki/National_Bureau_of_Economic_Research . https://en.wikipedia.org/wiki/ISBN_(identifier) https://en.wikipedia.org/wiki/Special:BookSources/0-87014-003-5

## الروابط الخارجية
سميلي، جين. " https://web.archive.org/web/20090714183646/http://eh.net/encyclopedia/article/Smiley.1920s.final " موسوعة EH.Net، حرره روبرت وايلز. 26 مارس 2008.
| انهيارات سوق الاسهم                         |
| الركود في الولايات المتحدة والمملكة المتحدة |
| نظام الاحتياطي الفيدرالي                    |

| التصنيفات: | اقتصاد في 1920 | اقتصاد في 1921 | الولايات المتحدة في 1921 | الولايات المتحدة في 1920 | كساد | انهيارات سوق الاسهم |